# Niko Ott
Nikolaus "Niko" Ott (ur. 9 lipca 1945 w Konstancji) – niemiecki wioślarz reprezentujący RFN, mistrz olimpijski.

## Kariera
Wystąpił na igrzyskach olimpijskich w Meksyku w 1968, gdzie osada RFN w składzie: Horst Meyer, Dirk Schreyer, Rüdiger Henning, Wolfgang Hottenrott, Lutz Ulbricht, Egbert Hirschfelder, Jörg Siebert, Niko Ott, Gunther Tiersch i Roland Böse zdobyła złoty medal w ósemkach. W finale o 0,98 sekundy wyprzedzili osadę Australii i o 2,11 sekundy osadę ZSRR. Na tych samych igrzyskach startował także w czwórkach ze sternikiem, zajmując ostatecznie dwunaste miejsce. Były to jego jedyne starty olimpijskie.
Podczas ceremonii otwarcia igrzysk olimpijskich w Monachium w 1972 zachodnioniemiecka ósemka wniosła flagę olimpijską na Olympiastadion München.
W 1968 odznaczony Srebrnym Liściem Laurowym, najwyższym sportowym odznaczeniem państwowym.
Dwukrotnie zdobywał mistrzostwo kraju: w 1967 w dwójkach ze sternikiem i w 1968 w czwórkach ze sternikiem.